# Dudín
Dudín är en ort i Tjeckien.   Den ligger i regionen Vysočina, i den centrala delen av landet, 100 km sydost om huvudstaden Prag. Dudín ligger 625 meter över havet och antalet invånare är 148.
Terrängen runt Dudín är lite kuperad. Runt Dudín är det ganska glesbefolkat, med 25 invånare per kvadratkilometer. Närmaste större samhälle är Jihlava, 15,2 km öster om Dudín. Omgivningarna runt Dudín är en mosaik av jordbruksmark och naturlig växtlighet.